# Kołki (przystanek kolejowy)
Kołki (ukr. Колки, ros. Колки) – przystanek kolejowy w miejscowości Kołki, w rejonie sarneńskim, w obwodzie rówieńskim, na Ukrainie. Leży na linii Równe – Baranowicze – Wilno.